# Liste des oiseaux de Niue
La liste ci-dessous recense les oiseaux observés à Niue.
Sont mentionnés éventuellement, dans l'ordre :
- le nom français,
- le nom scientifique, avec la sous-espèce éventuellement,
- le(s) nom(s) vernaculaires en niuéen,
- le statut de l'espèce :

nicheur
endémique (niche exclusivement dans ce pays)
migrateur (régulier)
éteint (ne se trouve plus dans ce pays)
introduit,
Cette liste peut ne pas mentionner tous les oiseaux observés accidentellement.

## Liste par famille

### Procellariidae

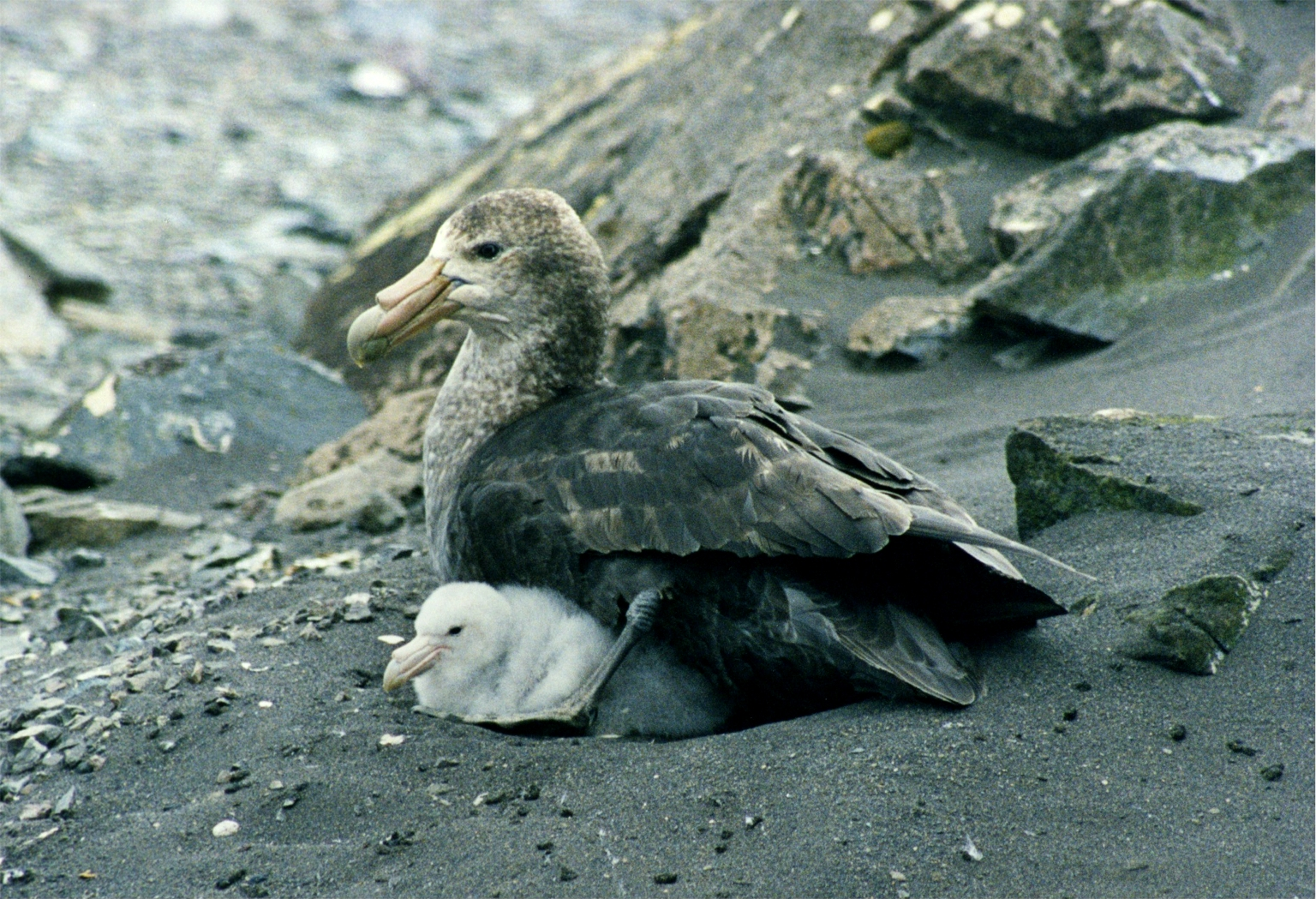
Pétrel géant (Macronectes giganteus) - Accidentel
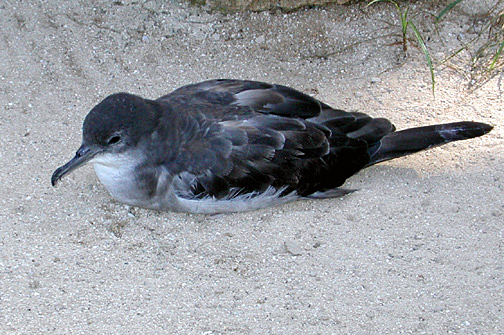
Puffin fouquet (Puffinus pacificus) - kalagi - Nicheur

### Fregatidae

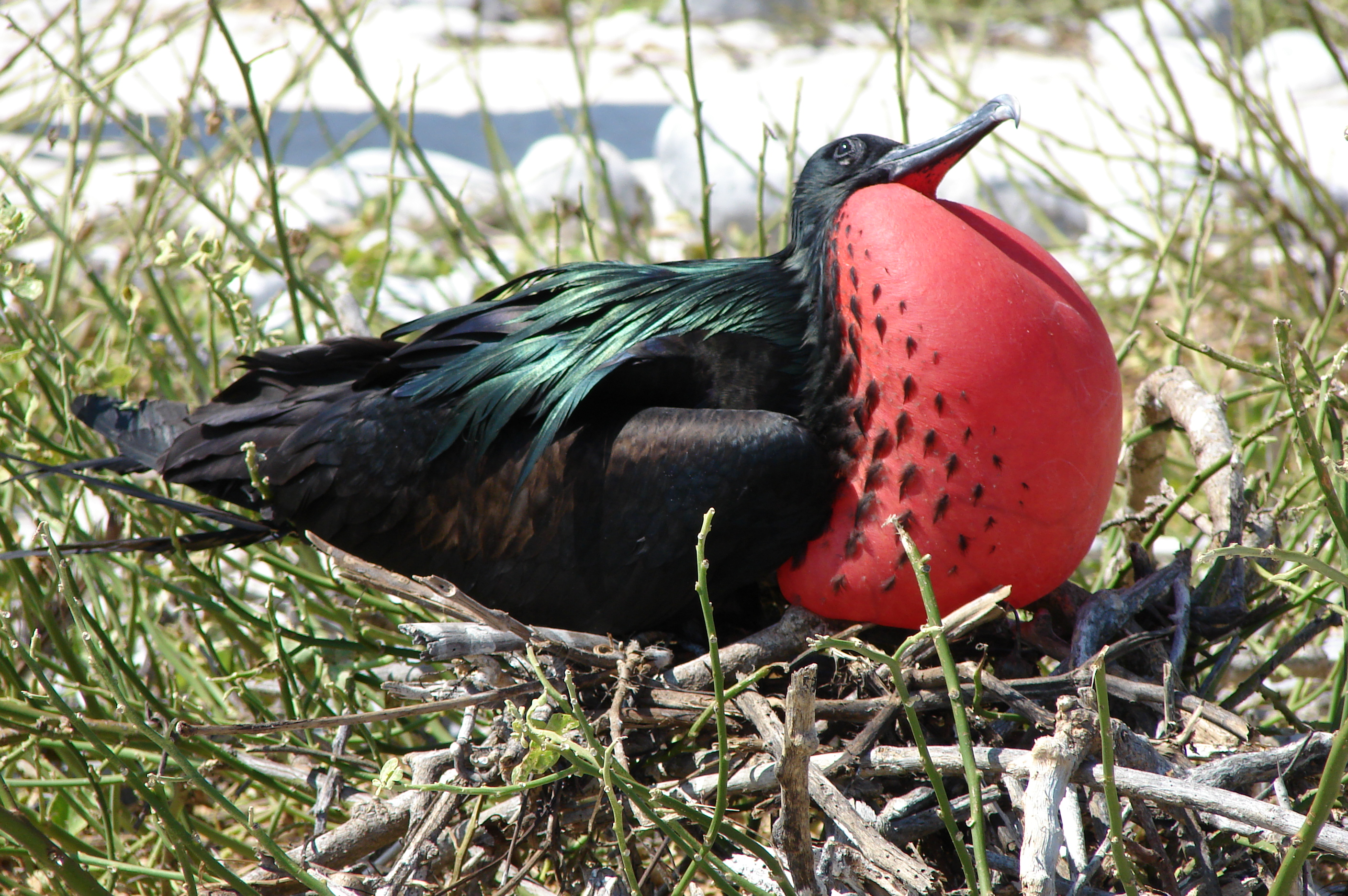
Frégate du Pacifique (Fregata minor) - manu folau - Accidentelle

### Phaethontidae

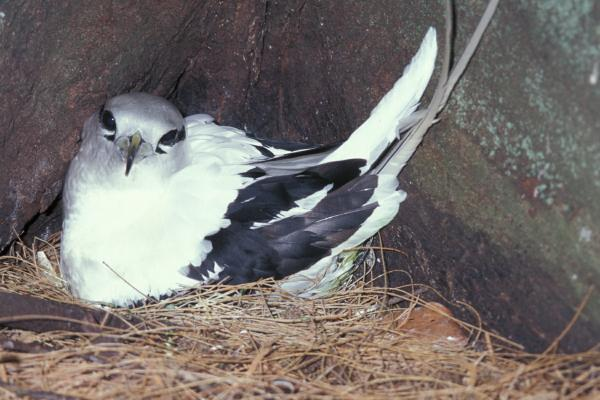
Phaéton à bec jaune (Phaethon lepturus) - tuaki - Nicheur

### Ardeidae

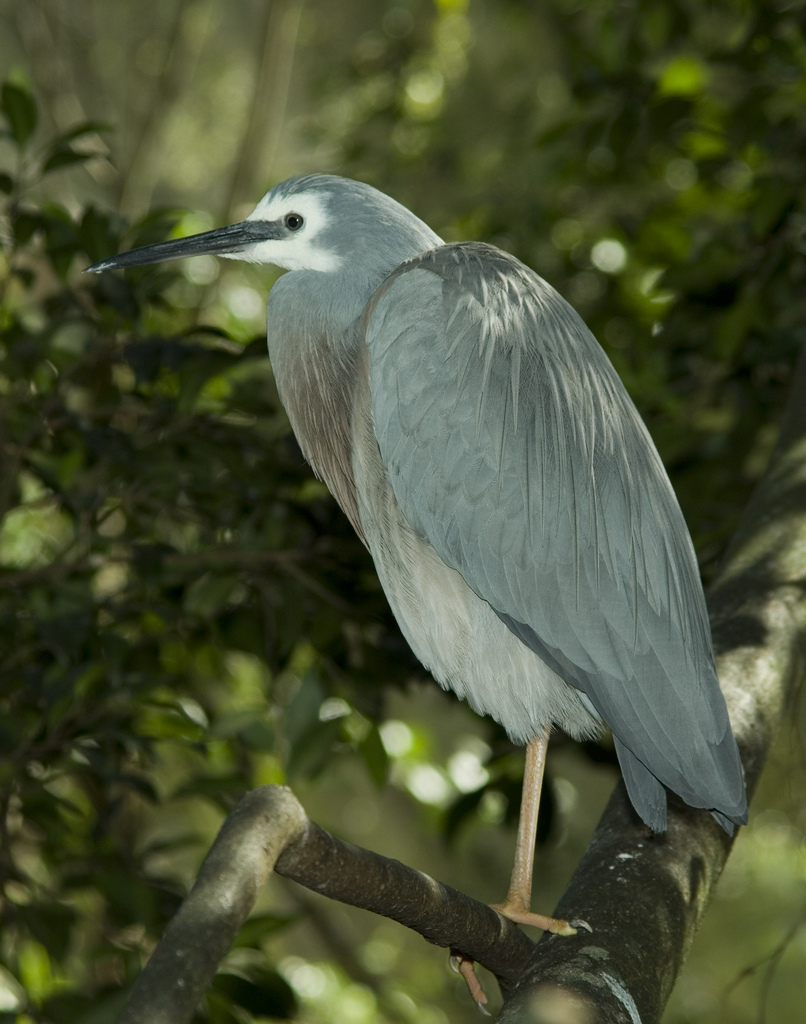
Aigrette à face blanche (Egretta novaehollandiae) - Accidentelle
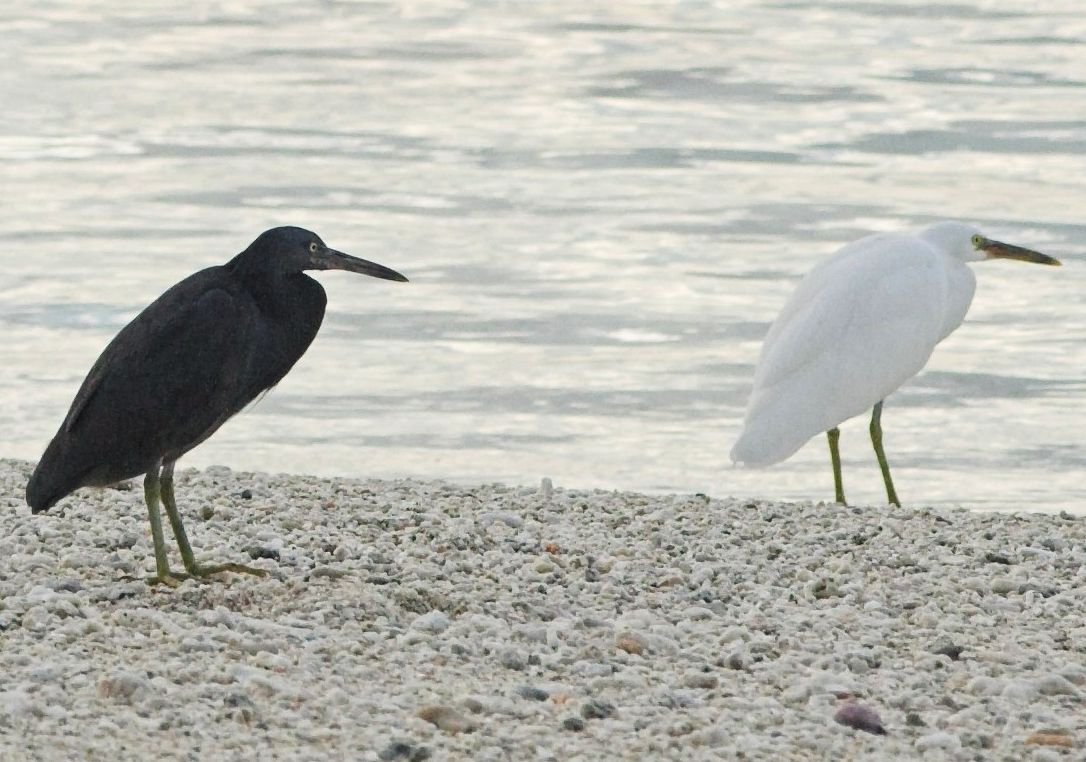
Aigrette sacrée (Egretta sacra) -  motuku - Accidentelle
Nycticorax kalavikai - Espèce endémique éteinte, découverte dans l'Holocène de l'île

### Anatidae

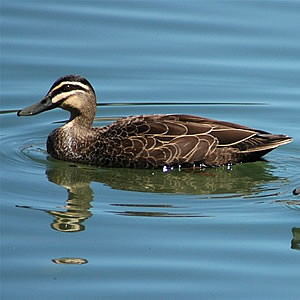
Canard à sourcils (Anas superciliosa) - Accidentel

### Megapodiidae

Mégapode de Pritchard (Megapodius pritchardii) - Éteint

### Phasianidae

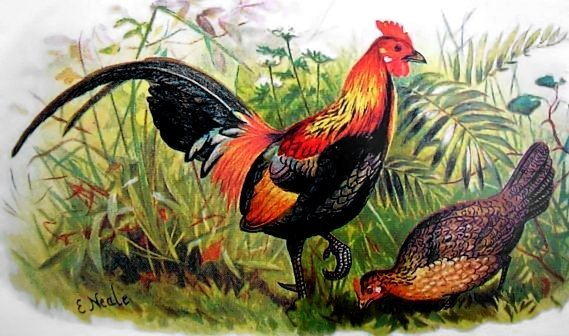
Coq bankiva (Gallus gallus) - moa - Introduit - Nicheur

### Rallidae

Gallirallus huiatua - Espèce endémique éteinte, découverte dans l'Holocène de l'île
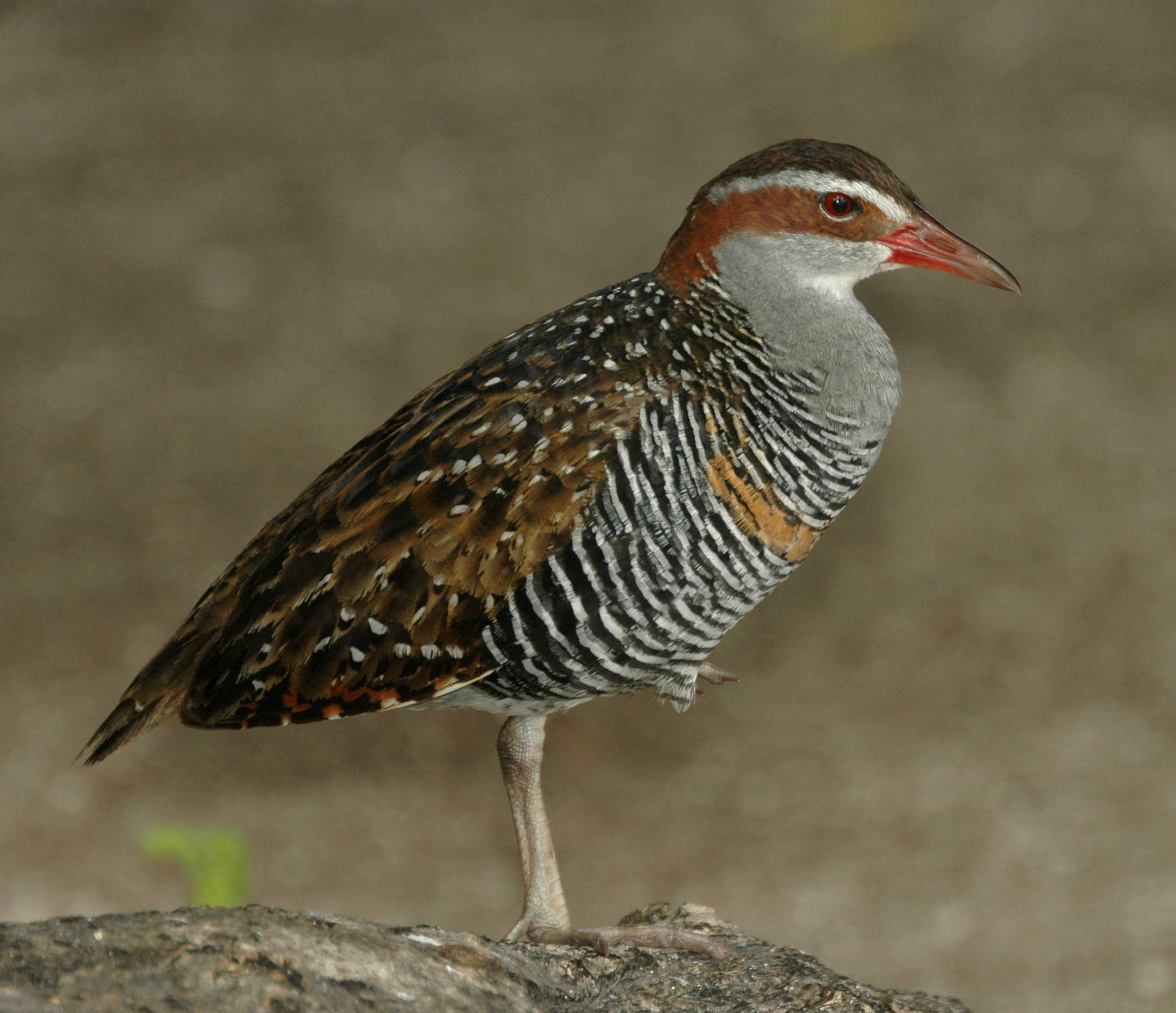
Râle tiklin (Gallirallus philippensis sethsmithi) - veka - Nicheur
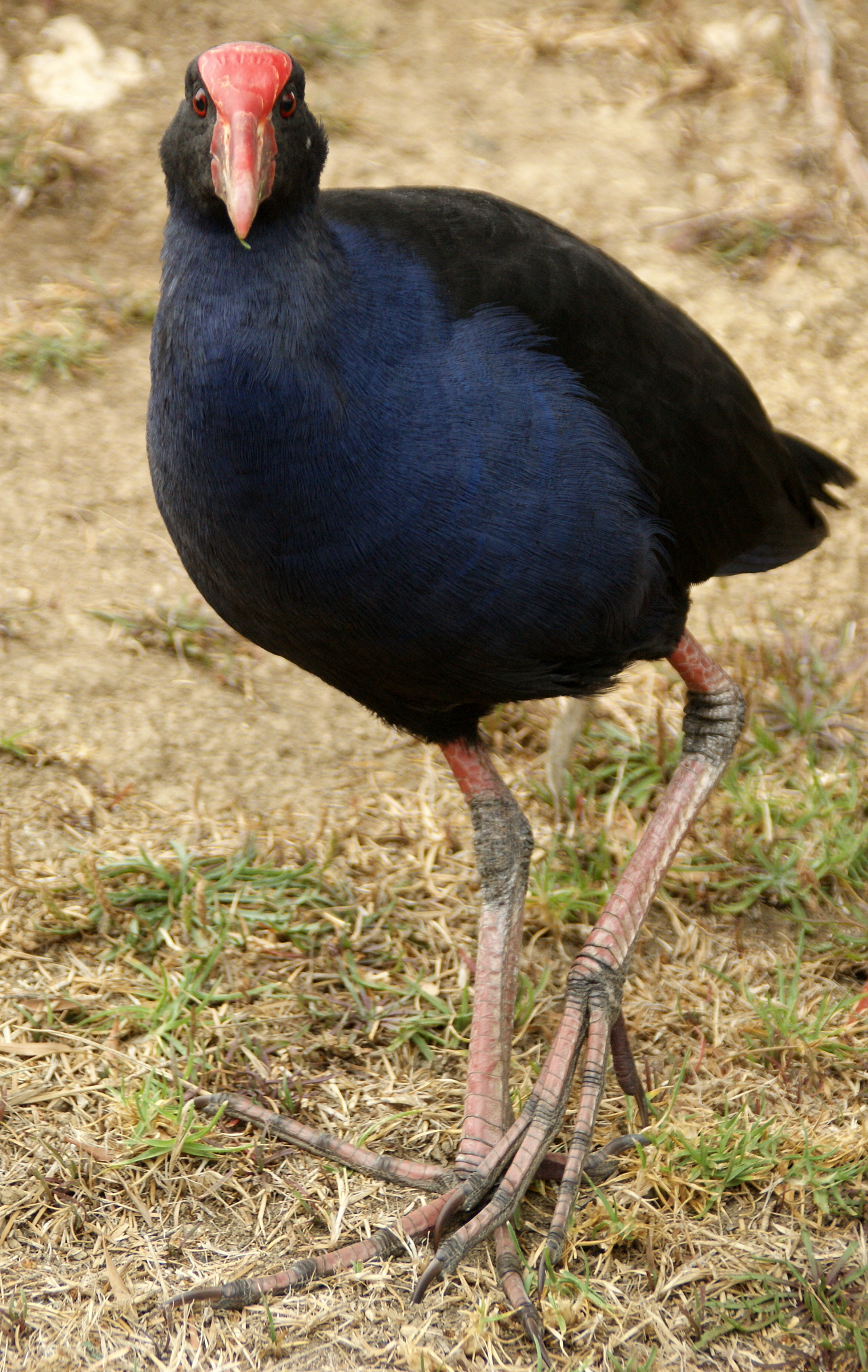
Talève sultane (Porphyrio porphyrio samoensis) - kale - Nicheur
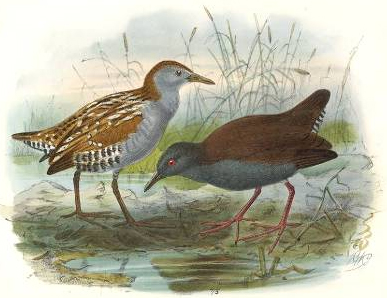
Marouette fuligineuse (Porzana tabuensis) - moho - Nicheur

### Charadriidae

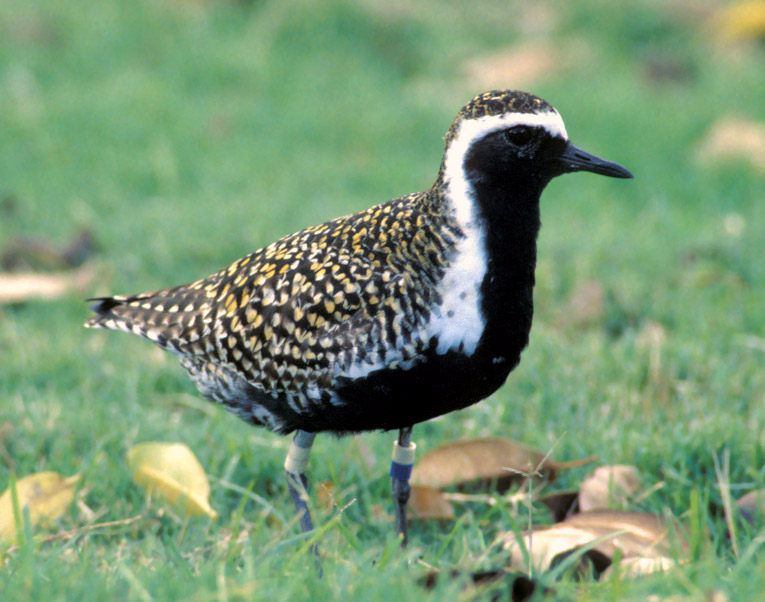
Pluvier fauve (Pluvialis fulva) - kiu - Migrateur

### Scolopacidae

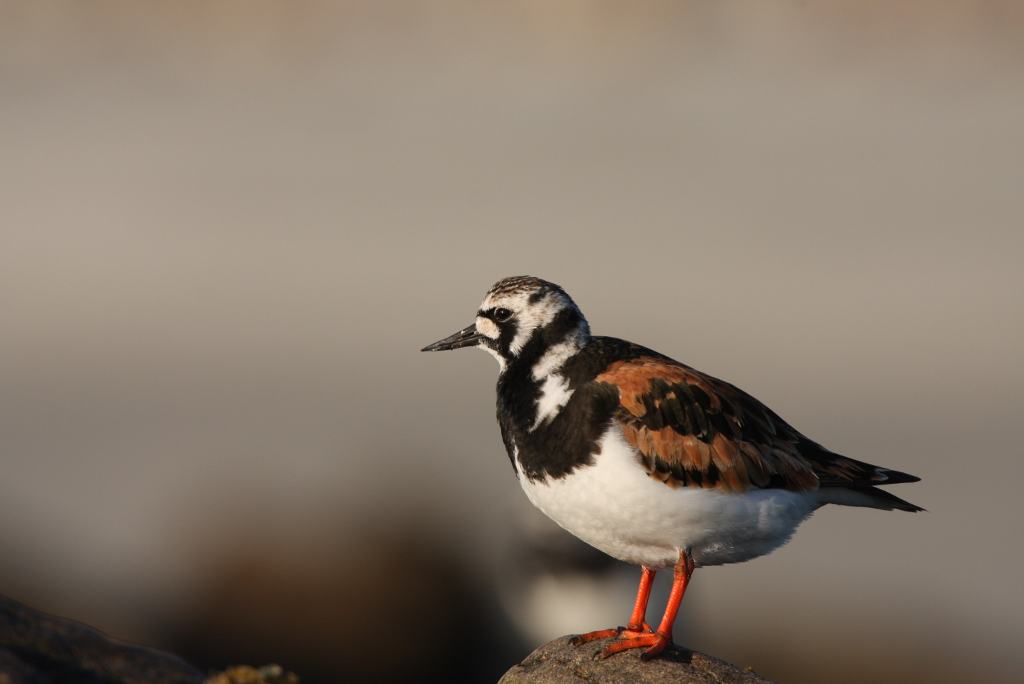
Tournepierre à collier (Arenaria interpres) - Accidentel
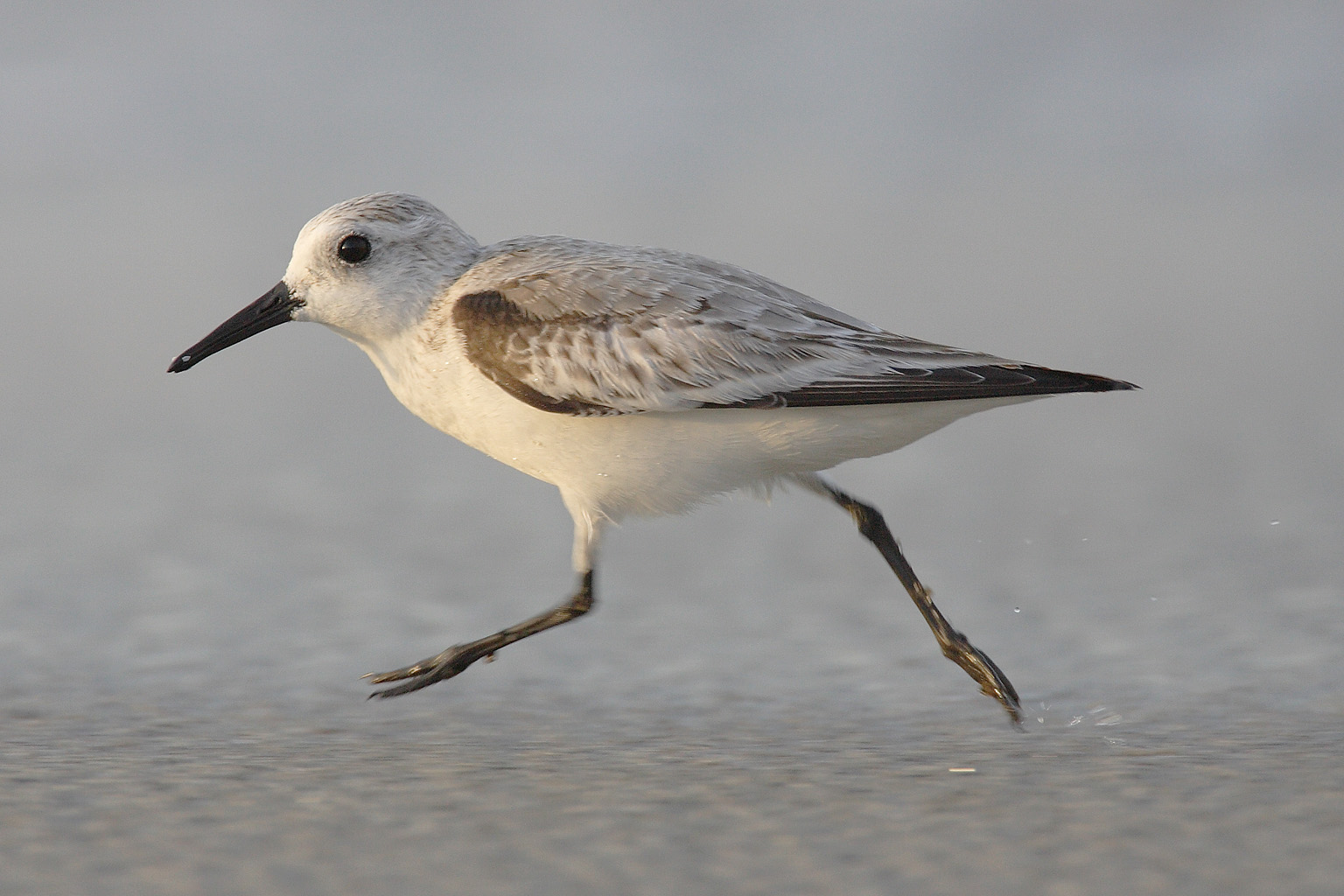
Bécasseau sanderling (Calidris alba) - Migrateur
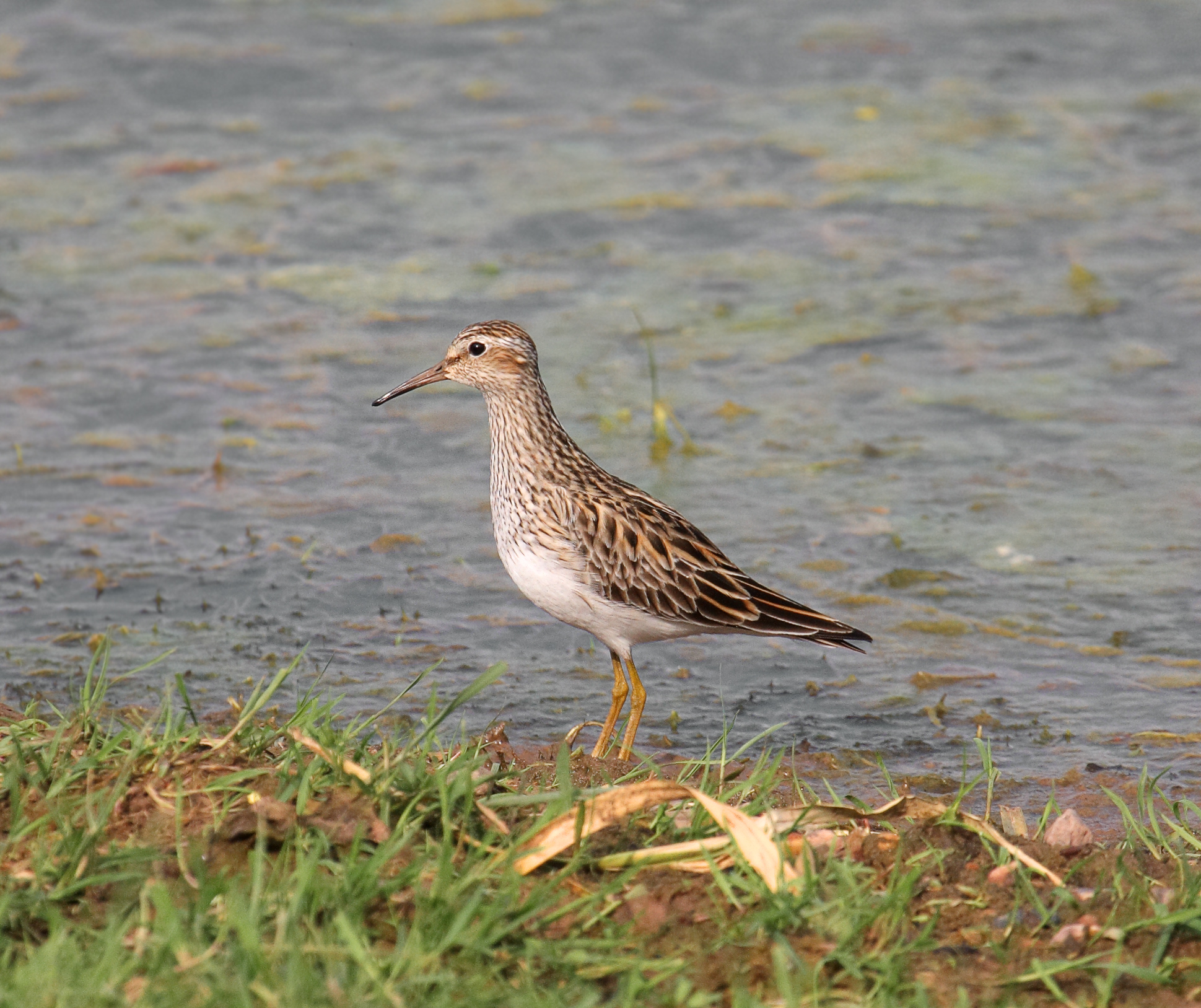
Bécasseau à poitrine cendrée (Calidris melanotos) - Accidentel
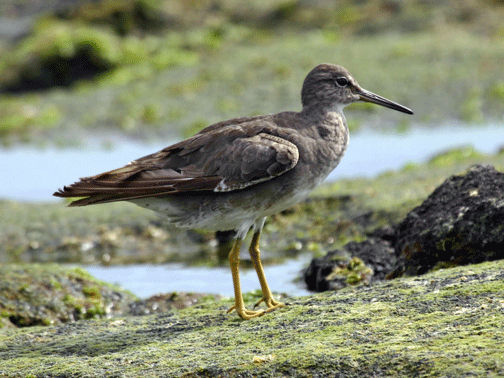
Chevalier errant (Tringa incana ou Heteroscelus incanus) - Migrateur
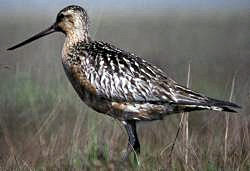
Barge rousse (Limosa lapponica) - Accidentel
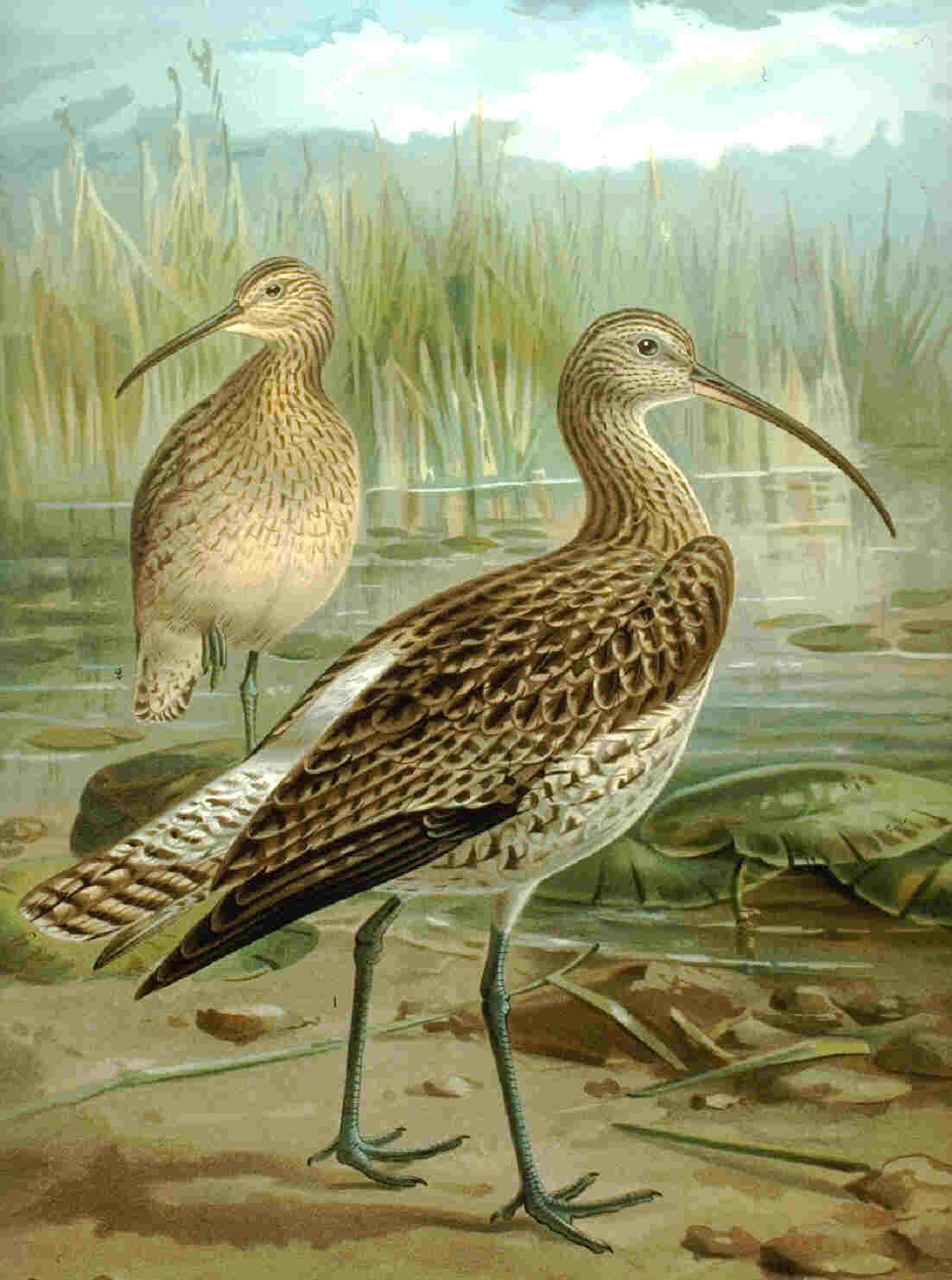
Courlis cendré (Numenius arquata orientalis) - Accidentel
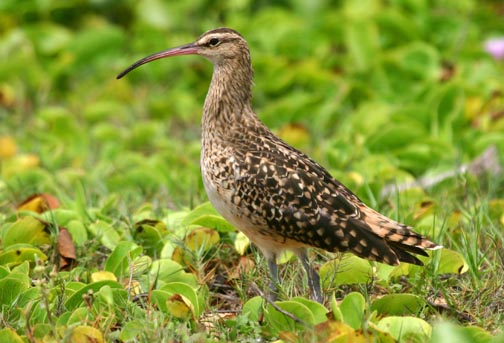
Courlis d'Alaska (Numenius tahitiensis) - kiu vouvou - Accidentel

### Laridae

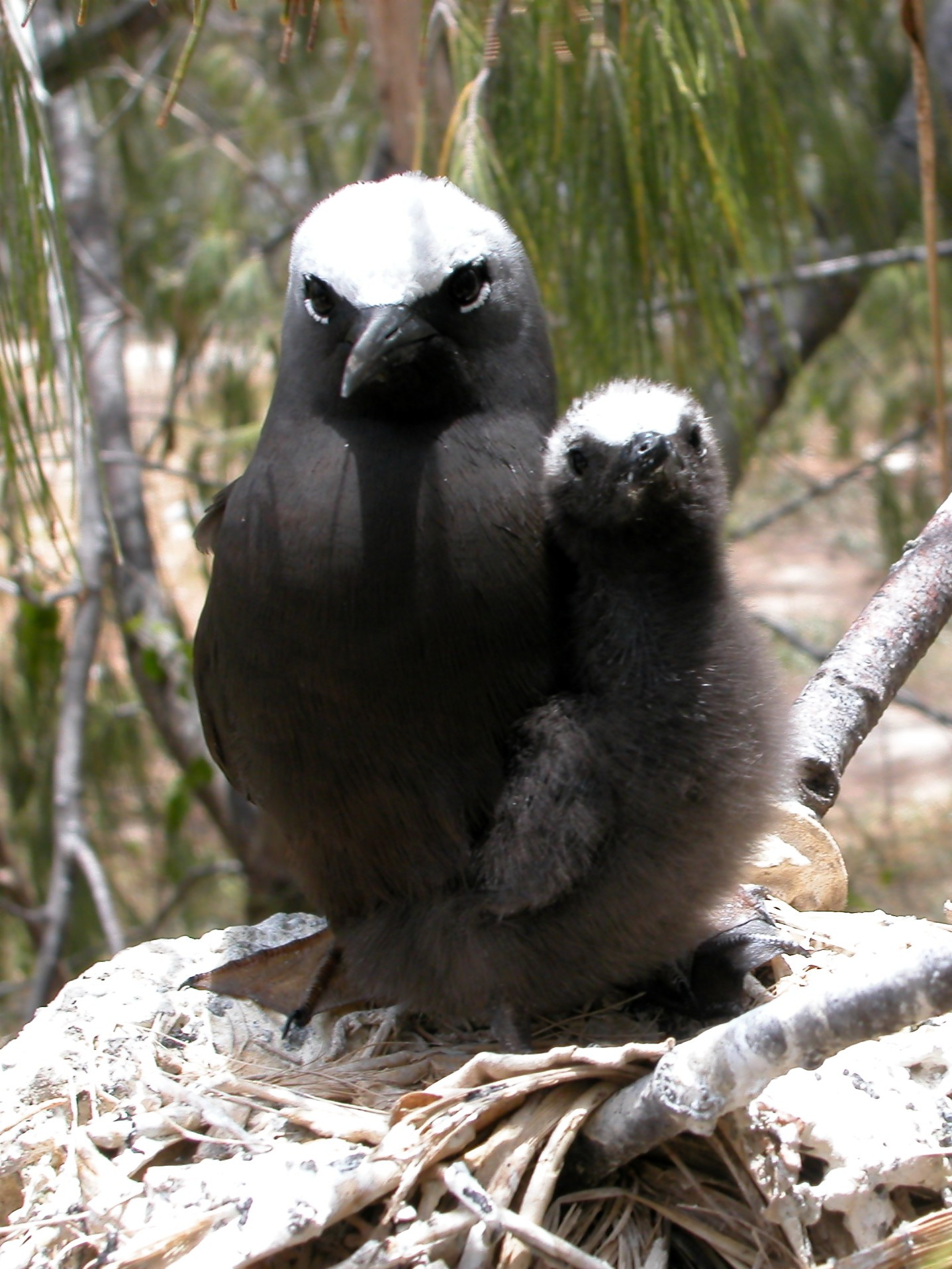
Noddi brun (Anous stolidus pileatus) - gogo - Nicheur
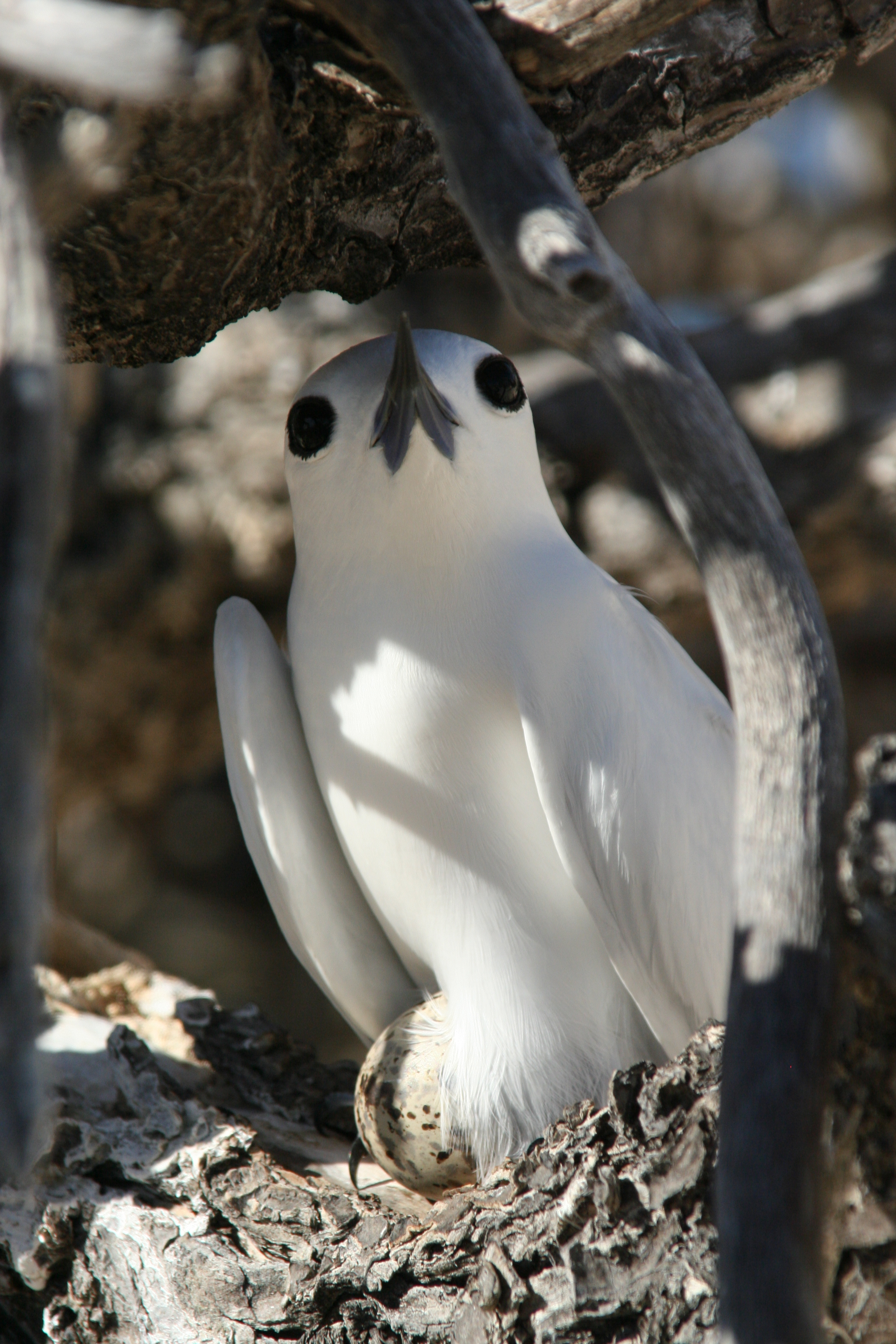
Gygis blanche (Gygis alba) - taketake - Nicheur
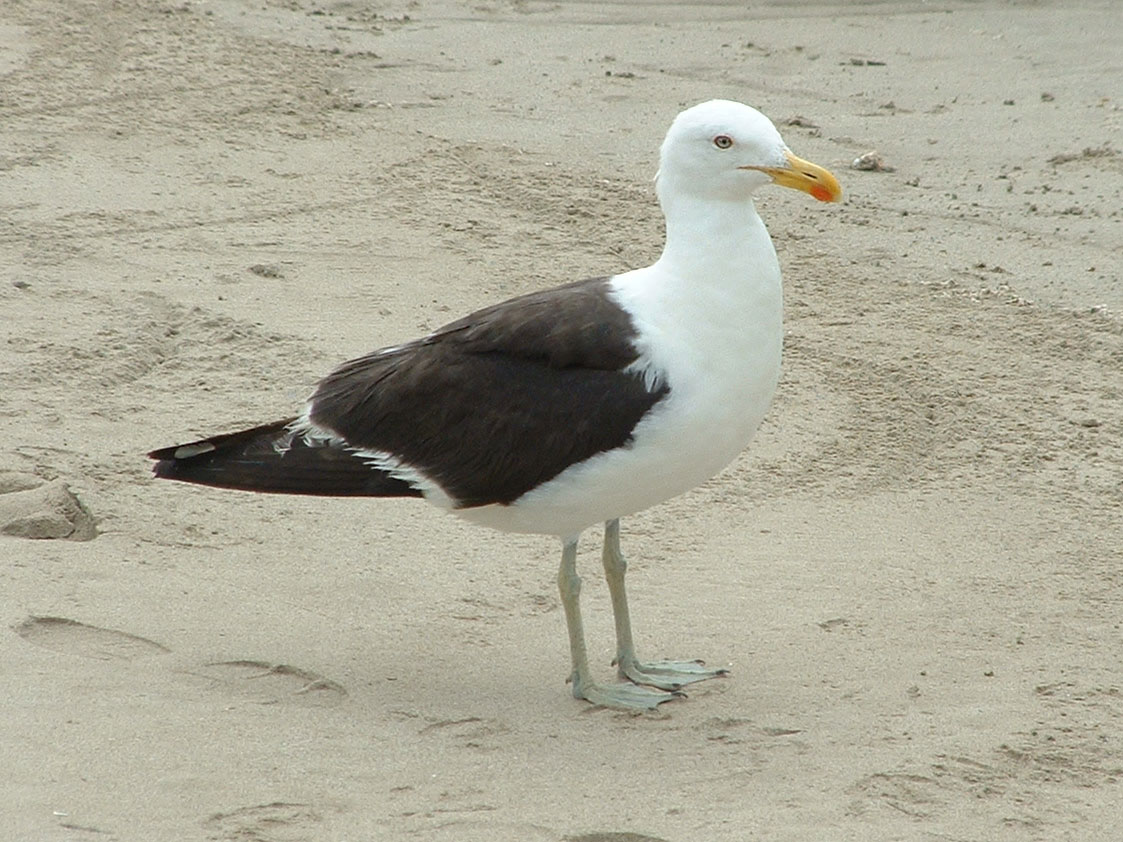
Goéland dominicain (Larus dominicanus) - Accidentelle  - Nicheur

### Columbidae

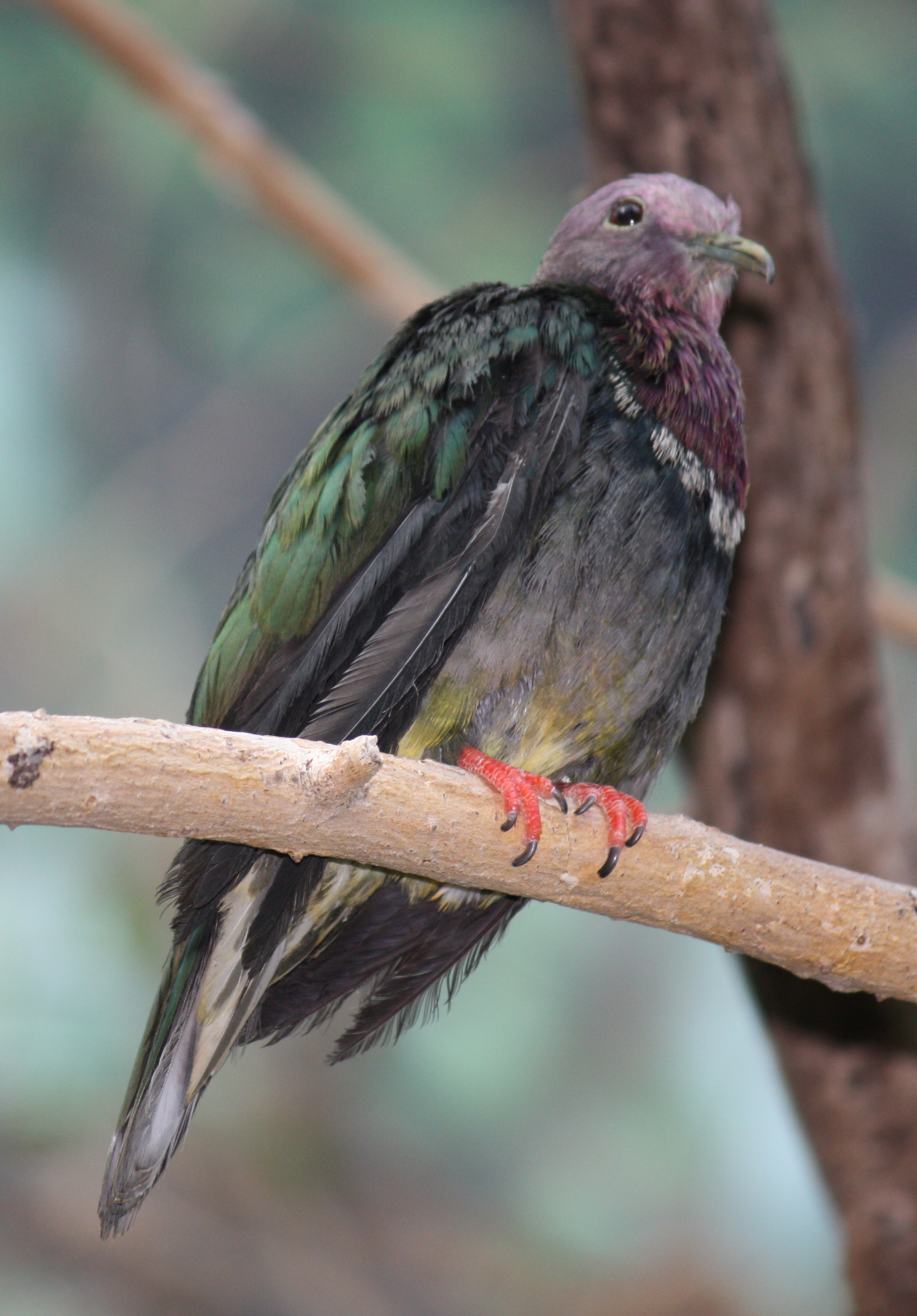
Ptilope de Clémentine (Ptilinopus porphyraceus porphyraceus) - kulukulu - Nicheur

### Psittacidae

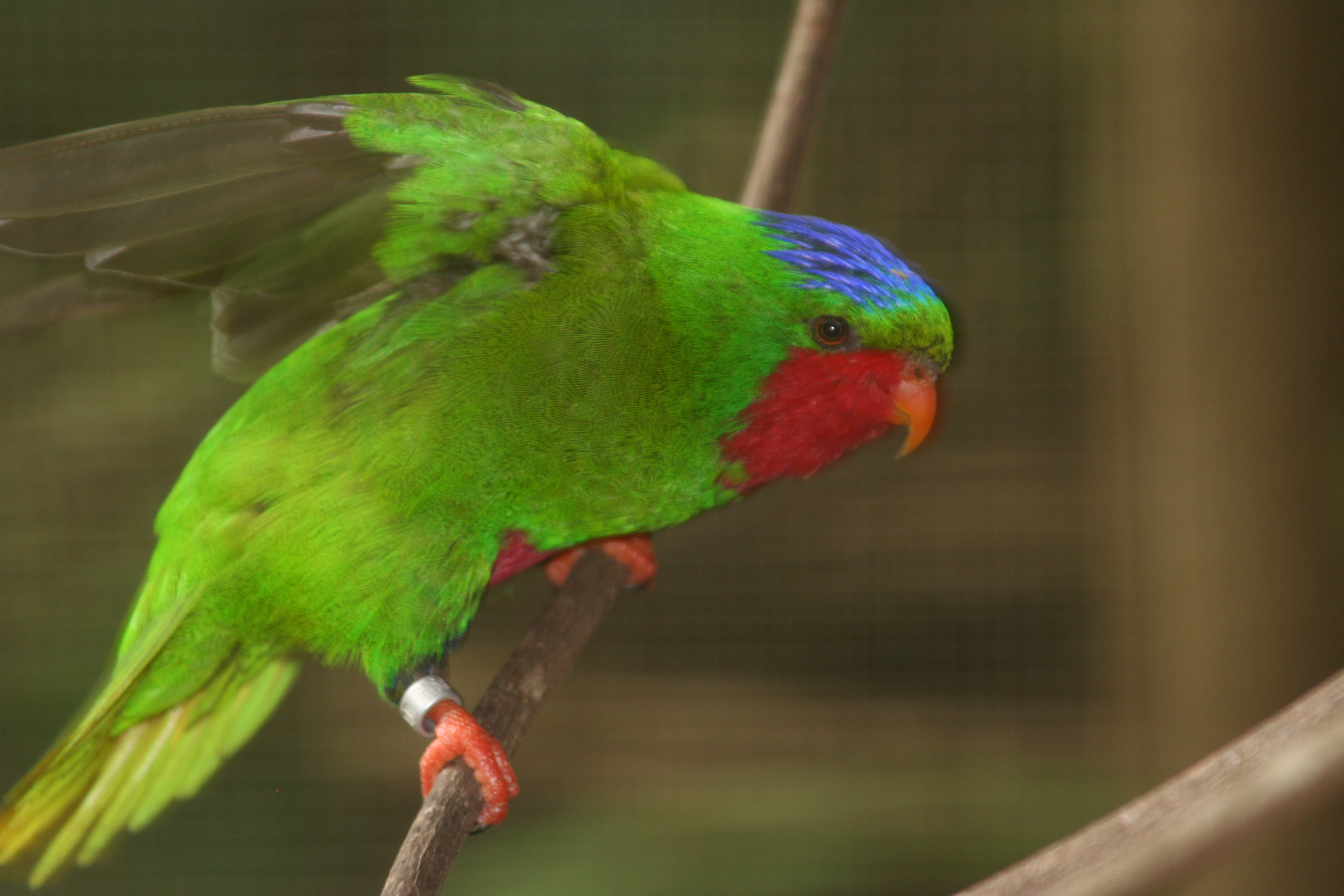
Lori fringillaire (Vini australis) - hega - Nicheur

### Tytonidae

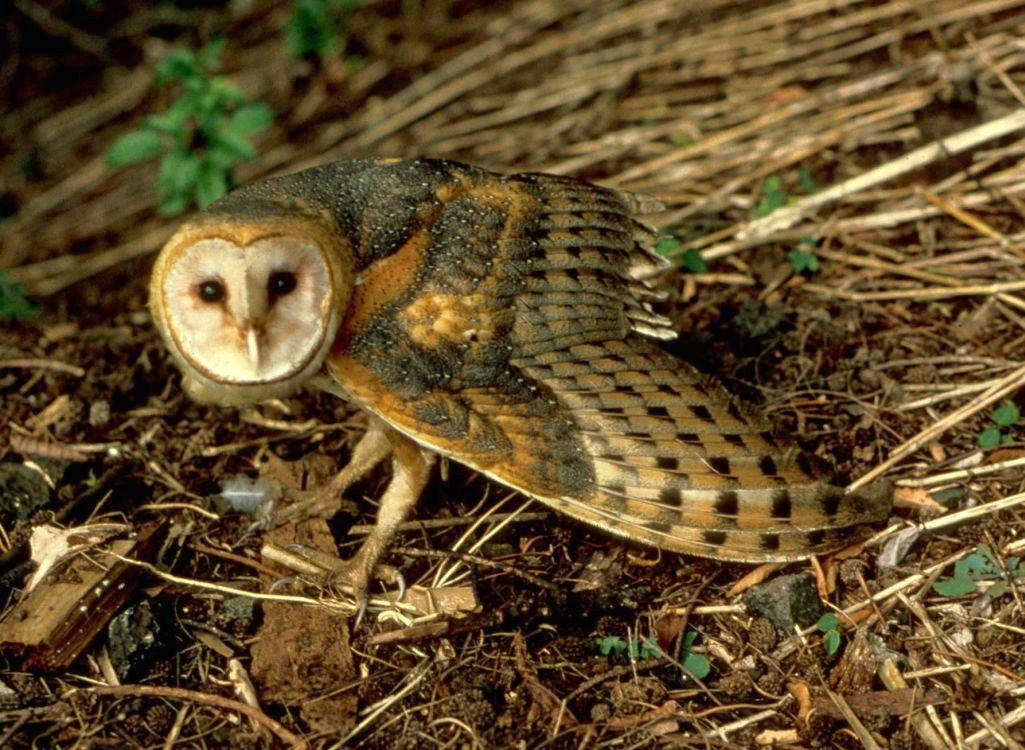
Chouette effraie (Tyto alba lulu) - lulu - Nicheur

### Apodidae

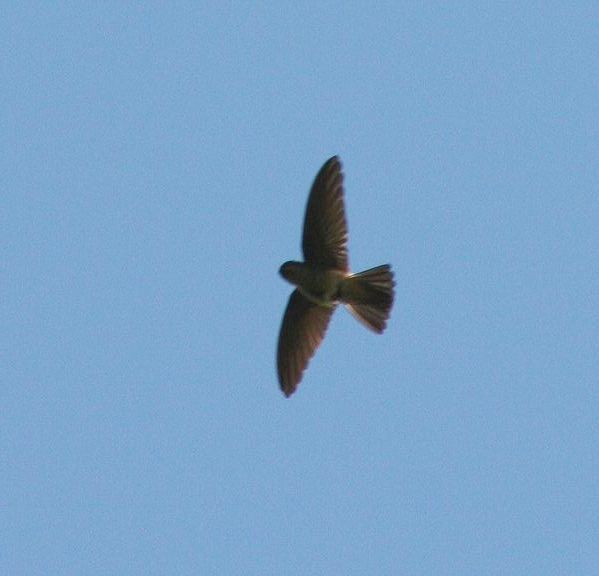
Salangane à croupion blanc (Aerodramus spodiopygius) - pekapeka - Nicheur

### Cuculidae

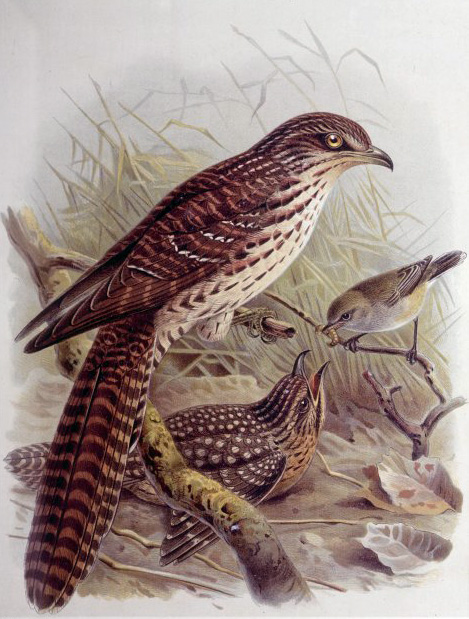
Coucou de Nouvelle-Zélande (Eudynamys taitensis) - kalue - Migrateur

### Campephagidae

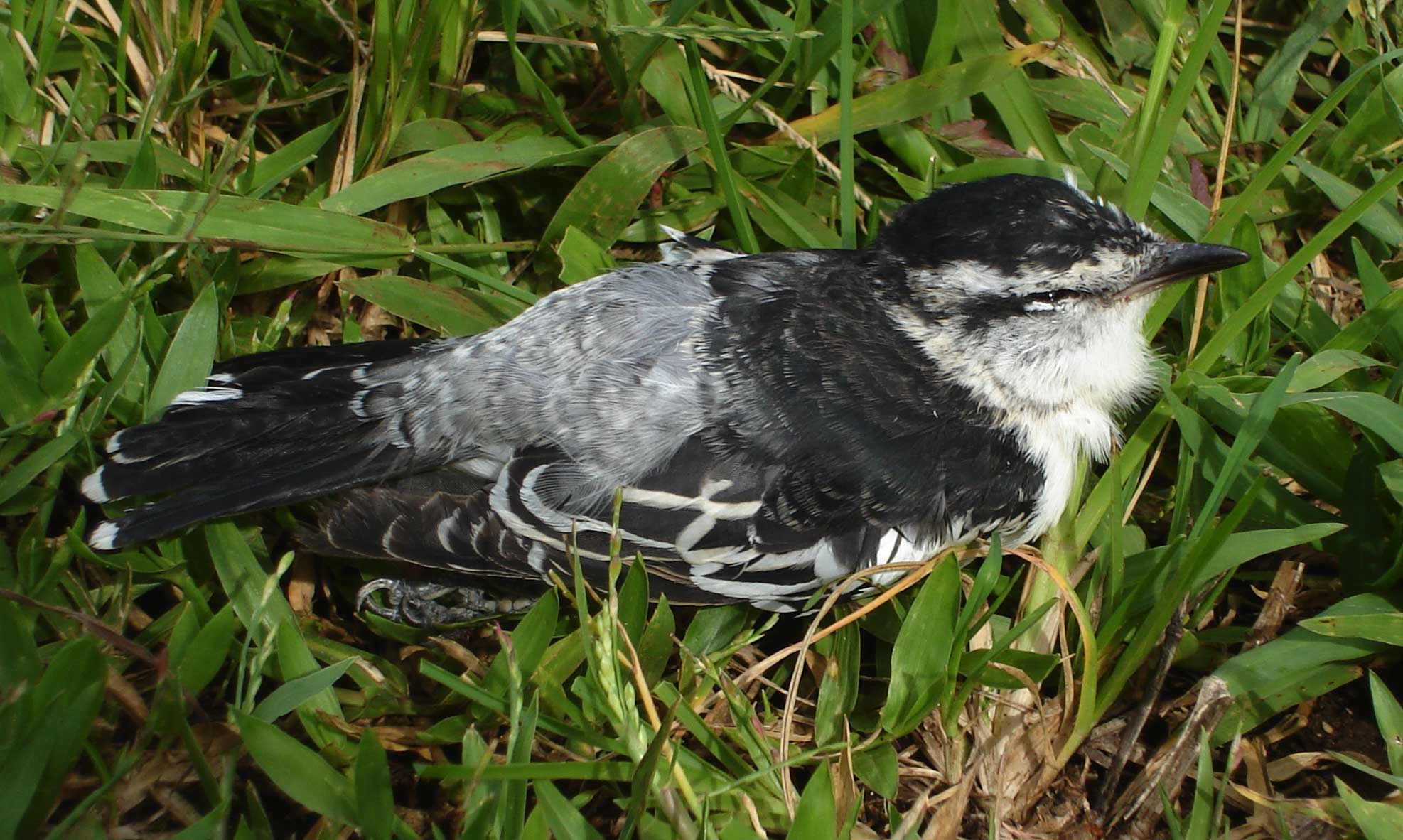
Échenilleur de Polynésie (Lalage maculosa whitmeei) - heahea - Nicheur (sous-espèce endémique)

### Sturnidae

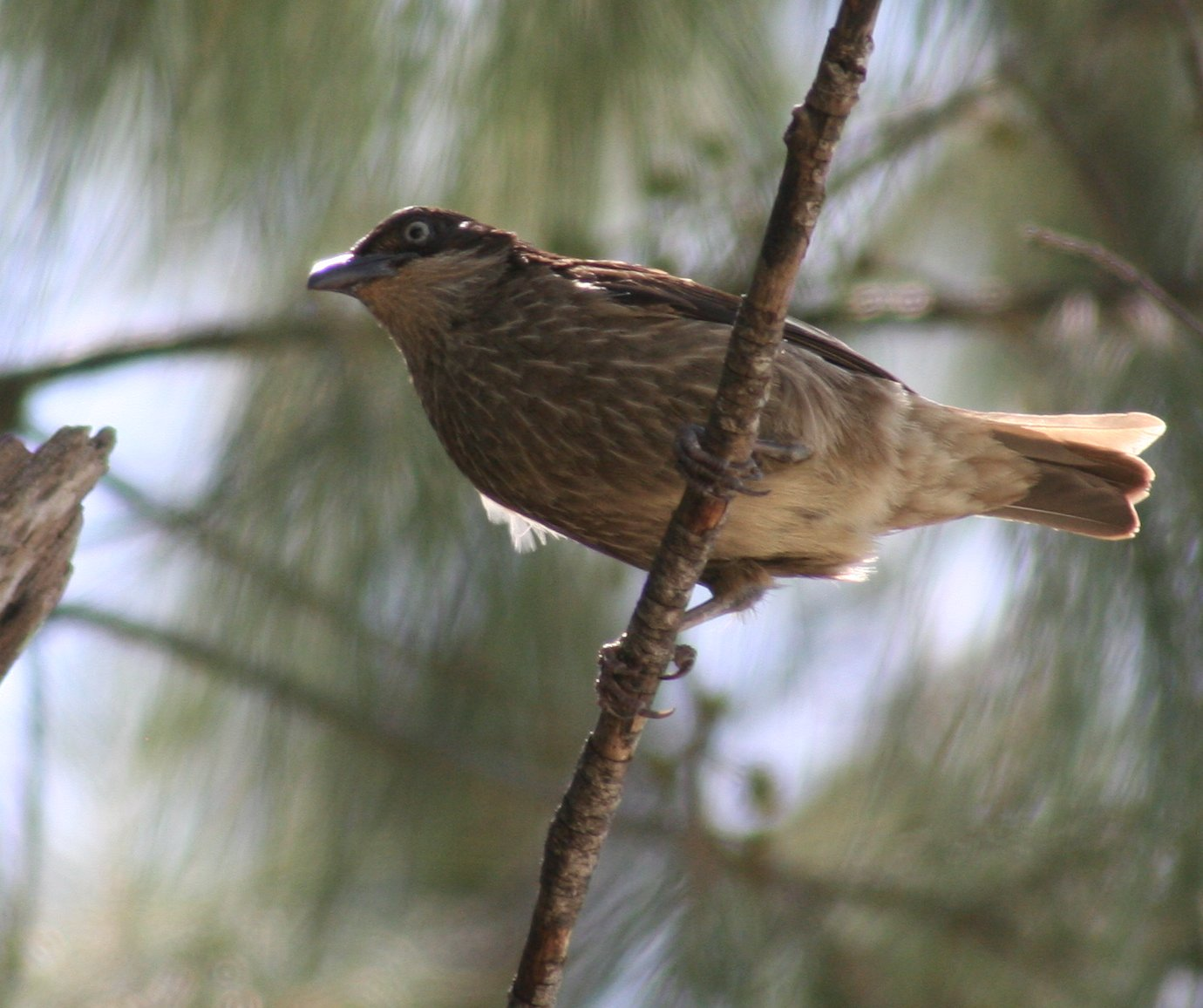
Stourne de Polynésie (Aplonis tabuensis brunnescens) - miti - Nicheur (sous-espèce endémique)